# Dragavei
Dragavei, sau ștevie creață, crestățea, hrenuț, limba-boului, bronghi, brozdii, hrenuț, măcrișul calului, sceava, stegie, (Rumex crispus) este o plantă erbacee perenă din familia Polygonaceae, nativă Europei și Asiei. Are tulpină înaltă, cu flori mici, verzui, cu frunze dințate, lungi si înguste, comestibile. 